# (9059) Dumas
(9059) Dumas (1992 PJ) – planetoida z grupy pasa głównego asteroid okrążająca Słońce w ciągu 3,19 lat w średniej odległości 2,17 au. Odkryta 8 sierpnia 1992 roku.